# Mosselen om half twee
Mosselen om Half Twee, soms ook wel Mosselen0130 genoemd, is een Vlaamse podcast van stand-upcomedian Xander De Rycke. In de tweewekelijkse podcast spreekt De Rycke met zijn vrienden en collega's over grappige gebeurtenissen die ze de afgelopen week hebben meegemaakt en legt hij interviews af met BV's. In 2015 won de podcast de Cutting Edge Award voor het beste radioprogramma. Anno 2015 werden afleveringen gemiddeld tussen de 10.000 en 15.000 keer gedownload.

## Geschiedenis
De Rycke verklaarde in interviews dat het idee voor de podcast er kwam nadat hij merkte dat hij met zijn vrienden en collega-stand-upcomedians vaak grappige gesprekken voerde, die ook interessant en grappig zouden kunnen zijn voor een groot publiek. De eerste afleveringen van de podcast waren in het begin voornamelijk De Rycke die gesprekken voerde met zijn vrienden en collega's, waaronder William Boeva, Lieven Scheire, Fokke van der Meulen en Alex Agnew. Na verloop van tijd vormde zich een vaste kern van terugkerende gasten in de podcast, naast De Rycke zelf bestaande uit Gilles Van Schuylenbergh, Dimitri De Brucker, 'De Geens', Seppe Toremans en William Boeva. Na het eerste jaar begon De Rycke ook interviews te doen met BV's, waaronder Urbanus, Jacques Vermeire, Gert Verhulst, Danny Verbiest en Tom Waes. In februari 2015 was de podcast voor het eerst te horen op de radio toen De Rycke samen met zijn vrienden een week lang Gunther D. mocht vervangen op Studio Brussel. Er werd uitgezonden tussen 22:00 en 24:00 uur. Vanwege het uitzenduur, werd de naam van de podcast die week veranderd in "Mosselen om 22 uur".
Regelmatig werden er ook liveshows georganiseerd, meestal met gasten.
Op 2 april 2016 werd de 200e aflevering van de podcast opgenomen tijdens het 'Xander De Rycke Ego festival' in Gent. Naast de terugkerende gasten waren ook de Neveneffecten te gast. De 2 uur durende show werd afgesloten met een cover van het Eddy Wally-nummer 'Als marktkramer ben ik geboren', dat geheel toepasselijk werd omgedoopt tot 'Als podcaster ben ik geboren'.

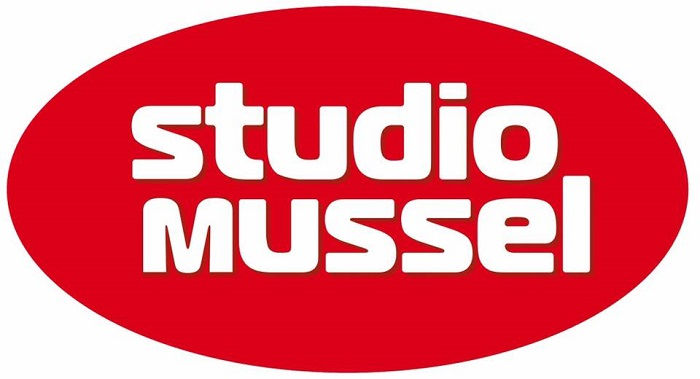
Logo van de nieuwe opnamestudio

In het najaar van 2016 namen William Boeva, Seppe Toremans en 'De Geens' afscheid als vaste gasten van de podcast, en zouden zij enkel nog sporadisch in de podcast verschijnen. Hun plaats werd onder andere opgevuld door Jelle De Beule, die vanaf 2017 vaker in de podcast aanwezig was. Ook werd aangekondigd dat de podcast in 2017 zijn intrek nam in een eigen, professionele studio, gelegen in Gent. De studio kreeg de toepasselijke naam: 'Studio Mussel', als knipoog naar Studio Brussel. Op 30 januari 2017 werd de studio feestelijk geopend.
In juni 2018 besloot De Rycke om de podcast na de driehonderdste aflevering voor onbepaalde tijd stop te zetten. Aflevering driehonderd werd opgenomen tijdens een liveshow in de Antwerpse Arenbergschouwburg met diverse gasten.. De stopzetting was van tijdelijke aard en in mei 2021 besloten De Rycke en zijn vrienden om de podcast weer in gang te zetten. Op 25 mei 2021 kwam aflevering 301 online en sindsdien worden weer op regelmatige basis nieuwe afleveringen geüpload.

## Productie
In de loop van het vijfjarig bestaan van de podcast onderging deze een zowel inhoudelijke als technische verandering. In de begindagen werd de podcast opgenomen door middel van een dictafoon. In de loop van de 2e jaargang werd er overgeschakeld naar professionelere apparatuur. In de eerste twee jaargangen van de podcast werd er halverwege de podcast een stukje muziek afgespeeld. Dit werd aangeleverd door amateurmuziekbands, waardoor er geen auteursrechten betaald moesten worden.

## Terugkerende gasten
- Gilles Van Schuylenbergh, kunstenaar en muzikant
- Dimitri De Brucker, Smooth operator in de Cinema van Aalst
- Fokke van der Meulen, uitbater comedycafé 'The Joker'
- Jelle De Beule, televisiemaker
- De Geens, organisator van comedy-optredens
- William Boeva, stand-upcomedian (2011 - 2016)
- Seppe Toremans, stand-upcomedian (2011 - 2016)

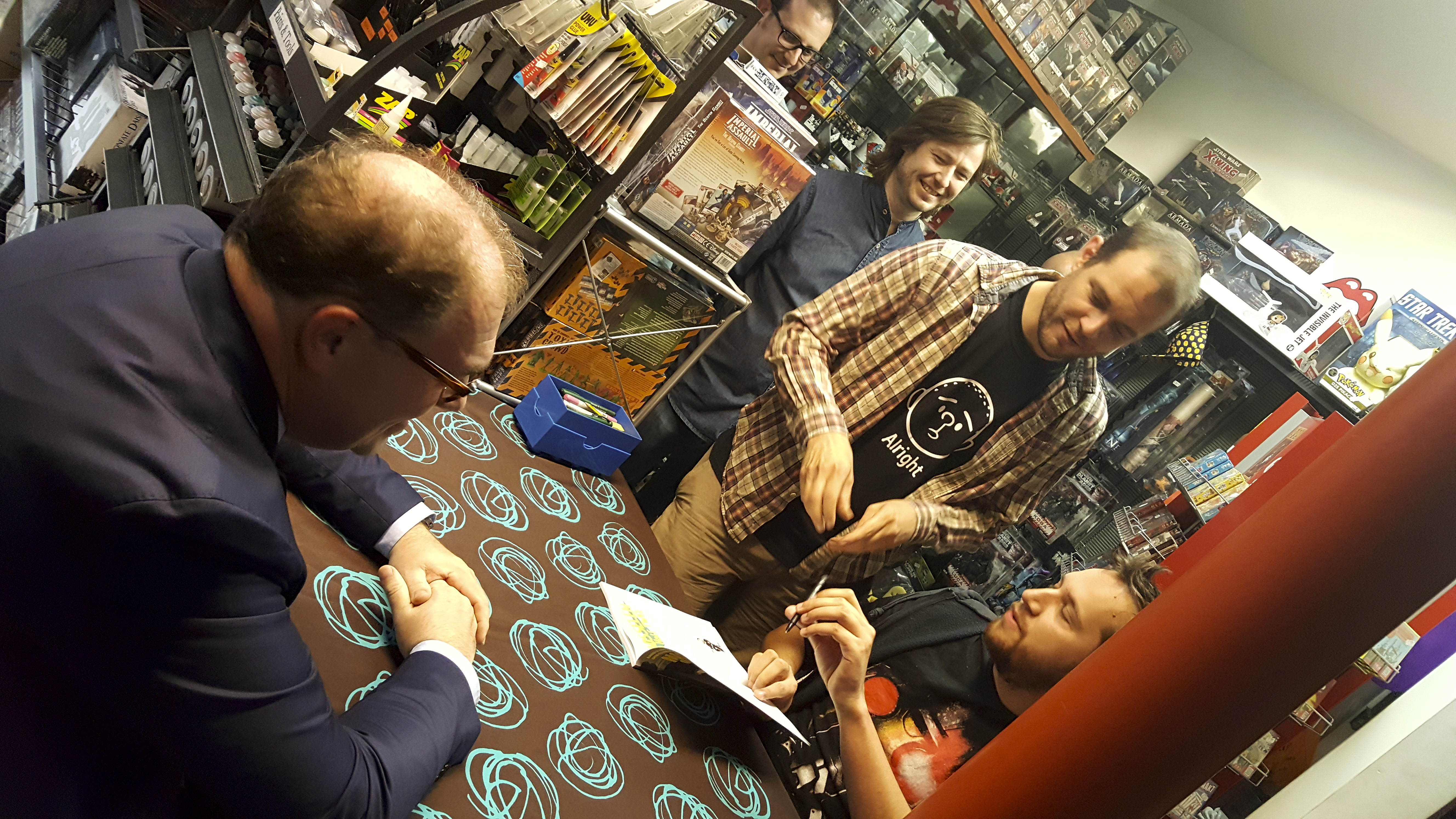
Christoph D'Haese, burgemeester van Aalst, krijgt als eerste een gehandtekende versie van het Mosselen om half twee stripboek 'Nacht van de struisvogel' in Stripwinkel Hermelijn te Aalst.

## Strip
Op 15 juni 2016 werd door uitgeverij Mediageuzen het allereerste stripboek van Mosselen om half twee uitgebracht, getiteld 'Nacht van de struisvogel'. Het script werd geschreven door Xander De Rycke en David Felizarda Real stond in voor de tekeningen. Op 18 juni werd de strip officieel voorgesteld in de Stripwinkel Hermelijn te Aalst.

## Prijzen en nominaties
| Jaar | Prijs              | Categorie   | Resultaat   |
| ---- | ------------------ | ----------- | ----------- |
| 2014 | Cutting Edge Award | Beste Radio | Genomineerd |
| 2015 | Cutting Edge Award | Beste Radio | Gewonnen    |
| 2016 | Cutting Edge Award | Beste Radio | Genomineerd |
| 2017 | Cutting Edge Award | Beste Radio | Genomineerd |

## Zuster-Podcasts

### Moules de Geek
In 2014 verscheen een broertje van Mosselen0130 genaamd "Moules de Geek", zij het niet op wekelijkse basis maar op onregelmatige tijdstippen. De focus van deze podcast ligt op de nerdy en wetenschappelijke interesses van de host Lieven Scheire. In 2015 verscheen er elke week na een aflevering van De Schuur van Scheire een nieuwe podcast waarin o.a. werd verder gepraat met de gasten uit de aflevering van De Schuur van Scheire van diezelfde dag. Een aantal van de onderwerpen uit de podcast waren CERN, Micro-elektronica en darmfloratransplantaties.

### De Mosselen0130 Filmclub
In september 2015 verscheen een nieuwe Podcast in het Mosselen 0130 Netwerk genaamd "De Mosselen0130 Filmclub", een sporadische podcast met Fokke van der Meulen, waarin de beide hosts commentaartracks leveren van films.

### Fokcast
In november 2015 kreeg Fokke van der Meulen, de uitbater van comedycafé 'The Joker', zijn eigen podcast in het Mosselen 0130 Netwerk, waarin hij vooral spreekt met de stand-upcomedians die in zijn café langskomen.

### Mosselen om half twee: The Corona Tapes
Op 14 maart 2020 besloten De Rycke, Gilles Van Schuylenbergh en Dimitri De Brucker tijdelijk de draad van de podcast weer op te pakken gedurende de eerste lockdown van de coronacrisis dat jaar. In tegenstelling tot de reguliere podcast werden de afleveringen hiervan als video's op het YouTube-kanaal van De Rycke geplaatst.